# Bornheim (Pfalz)

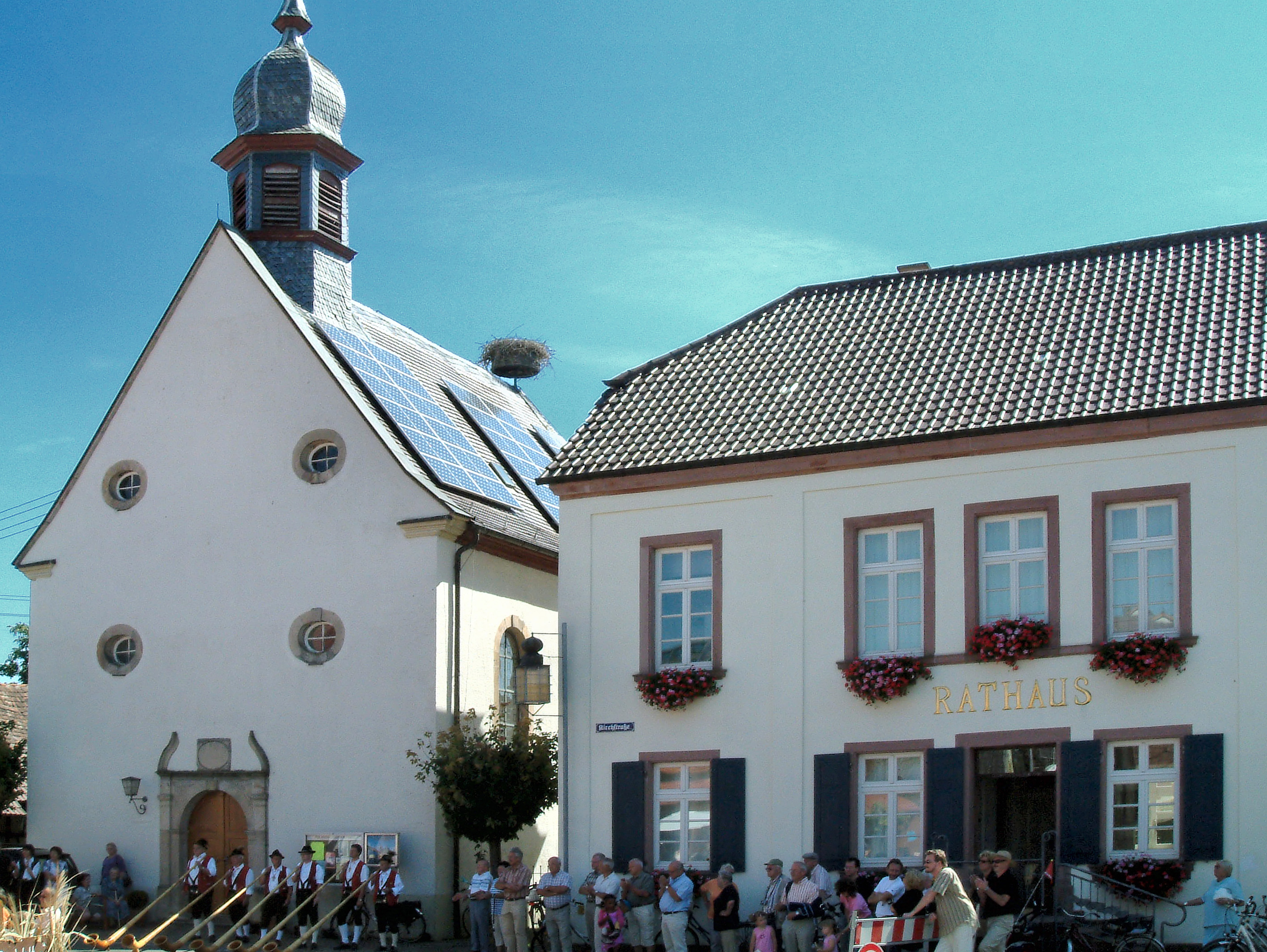
Evangelische Kirche und Rathaus

Bornheim (ⓘ) ist eine Ortsgemeinde im Landkreis Südliche Weinstraße in Rheinland-Pfalz. Sie gehört der Verbandsgemeinde Offenbach an der Queich an, innerhalb derer sie gemessen an der Einwohnerzahl die kleinste Ortsgemeinde darstellt. Bornheim ist durch die Aktion Pfalzstorch bekannt, die erfolgreich eine Wiederansiedlung des Weißstorchs betreibt und hier ihren Sitz hat.

## Geographie
Bornheim liegt wenige Kilometer vom Ostrand des Pfälzerwalds in den hügeligen Ausläufern des pfälzischen Weinbaugebiets nahe der Deutschen Weinstraße. Westlich der Gemeinde breitet sich die Stadt Landau aus, östlich bestimmt die überwiegend als Grasland genutzte Niederung des etwa 3 km südlich an Bornheim vorbeifließenden Flüsschens Queich die nun flache Landschaft der Oberrheinischen Tiefebene. Durch die Gemeinde selbst fließt der Hofgraben, der etwa 15 km unterhalb von links in den Lingenfelder Altrhein mündet, eine alte Flussschlinge des Oberrheins.
Angrenzende Orte sind außer Landau im Uhrzeigersinn Essingen und Offenbach an der Queich.

## Geschichte
Bornheim wurde als Burenheim im Jahr 884 erstmals urkundlich erwähnt, als Kaiser Karl III. dem Kloster Honau seinen hiesigen Besitz bestätigte (MGH DD KarIII, 101, auch Reg.Imp. I, 1685). Das in einer Urkunde König Ludwigs des Kindes im Jahr 900 genannte „Grunheim“ kann wegen des mitgenannten Ortes Godramstein mit Bornheim  gleichgesetzt werden (RFO = Regnum Francorum online D_LK 005). Im Jahr 976 schenkte Kaiser Otto II. einem Getreuen Güter in Bruneheim (RFO D_O_II, 127).  Im Jahr 985 erscheint Bornheim gleich zweimal in Verzeichnissen des Klosters Weißenburg, dem es damals zinspflichtig war (RFO LP = Liber Possessionum 049 + 311). Von 1500 bis 1709 teilten sich das Hochstift Speyer und die Kurpfalz die Herrschaft, bis das Dorf im Rahmen eines Tauschgeschäfts ganz zur Kurpfalz kam und dort bis zur Französischen Revolution verblieb.
Von 1798 bis 1814, als die Pfalz Teil der Französischen Republik (bis 1804) und anschließend Teil des Napoleonischen Kaiserreichs war, war Bornheim in den Kanton Edenkoben eingegliedert und bildete eine eigene Mairie. 1815 hatte der Ort insgesamt 460 Einwohner. Im selben Jahr wurde er Österreich zugeschlagen. Bereits ein Jahr später gelangte der Ort wie die gesamte Pfalz in das Königreich Bayern. Zur selben Zeit wechselte die Gemeinde in den Kanton Landau. Von 1818 bis 1862 gehörte die Gemeinde dem Landkommissariat Landau an; aus diesem ging das Bezirksamt Landau hervor.
Ab 1939 war der Ort Bestandteil des Landkreises Landau in der Pfalz. Nach dem Zweiten Weltkrieg wurde Bornheim innerhalb der französischen Besatzungszone Teil des 1946 neu gebildeten Landes Rheinland-Pfalz. Im Zuge der ersten rheinland-pfälzischen Verwaltungsreform wechselte die Gemeinde am 7. Juni 1969 in den neu geschaffenen Landkreis Landau-Bad Bergzabern, der 1978 in Landkreis Südliche Weinstraße umbenannt wurde. Seit 1972 gehört Bornheim der Verbandsgemeinde Offenbach an der Queich an, die ihren Verwaltungssitz in Offenbach hat.

### Konfessionsstatistik
2012 waren 39,8 % der Einwohner evangelisch und 39,2 % katholisch. Die übrigen gehörten einer anderen Glaubensgemeinschaft an oder waren konfessionslos.  Der Anteil der evangelischen und katholischen Kirchenmitglieder an der Gesamtbevölkerung ist seitdem gesunken.  Derzeit (Stand 31. Juli 2025) sind von den Einwohnern 30,6 % evangelisch, 30,2 % katholisch und 39,2 % sind konfessionslos oder gehören einer anderen Glaubensgemeinschaft an.

## Politik

### Gemeinderat
Der Gemeinderat in Bornheim besteht aus 16 Ratsmitgliedern, die bei der Kommunalwahl am 9. Juni 2024 in einer personalisierten Verhältniswahl gewählt wurden, und der ehrenamtlichen Ortsbürgermeisterin als Vorsitzender.
Die Sitzverteilung im Gemeinderat:
| Wahl | SPD | CDU | FWG | Gesamt   |
| ---- | --- | --- | --- | -------- |
| 2024 | 1   | 8   | 7   | 16 Sitze |
| 2019 | 3   | 5   | 8   | 16 Sitze |
| 2014 | 3   | 7   | 6   | 16 Sitze |
| 2009 | 3   | 8   | 5   | 16 Sitze |
| 2004 | 4   | 6   | 6   | 16 Sitze |

### Bürgermeister
Elke Thomas (FWG) wurde am 21. August 2019 Ortsbürgermeisterin von Bornheim. Bei der Direktwahl am 26. Mai 2019 war sie mit einem Stimmenanteil von 72,8 % für fünf Jahre gewählt worden. Bei der Direktwahl am 9. Juni 2024 setzte sie sich mit 56,0 % gegen einen Mitbewerber durch.
Die Vorgänger von Elke Thomas waren Karl Keilen (CDU), der im April 2012 zum Nachfolger des zuvor verstorbenen Ortsbürgermeisters Lothar Bach (CDU) gewählt wurde, und Dieter Hörner (CDU, Amtszeit 1989–2004).

### Wappen
| Wappen von Bornheim | Blasonierung: „In Rot ein silbernes Gemarkungszeichen in Form von zwei waagrechten dicken Balken, die in der Mitte durch einen schmäleren senkrechten Pfahl verbunden sind.“ |
| Wappen von Bornheim | Wappenbegründung: Das Symbol hat die Form eines um 90° gedrehten Großbuchstabens „H“. Das Gemarkungszeichen basiert auf einem Siegel aus dem Jahr 1709. Ähnliche Symbole wurden auch auf Grenzsteinen von Dörfern oder Grundstücken verwendet. Es wurde 1956 vom Mainzer Innenministerium genehmigt und geht zurück auf ein Siegel von 1709. |

## Sehenswürdigkeiten und Kultur

### Ortsbild
In der Ortsgemeinde existieren insgesamt sechs Objekte, die unter Denkmalschutz stehen, darunter die protestantische Kirche.
Weitere Bauwerke, die das Ortsbild prägen, sind das Wachthaus von 1835, die Storchenscheune mit WebCams auf dem Dach und Weißstorch-Pflegestation, das Storchenzentrum, das Rathaus, der vom Bildhauer Gernot Rumpf geschaffene Saubrunnen, der Max-und-Moritz-Platz, der Hirtenplatz, das Schulhaus von 1868 und das Dorfgemeinschaftshaus.
Bei Wettbewerben zum Ortsbild erreichte die Gemeinde verschiedene Auszeichnungen:
- Weinstraßenwettbewerb

Goldmedaille 1993
- Unser Dorf soll schöner werden

1995: 1. Platz auf Kreisebene, 1. Platz auf Bezirksebene, 5. Platz auf Landesebene
1999: 2. Platz in der Sonderklasse auf Kreisebene
2012: 2. Platz in der Sonderklasse auf Kreisebene

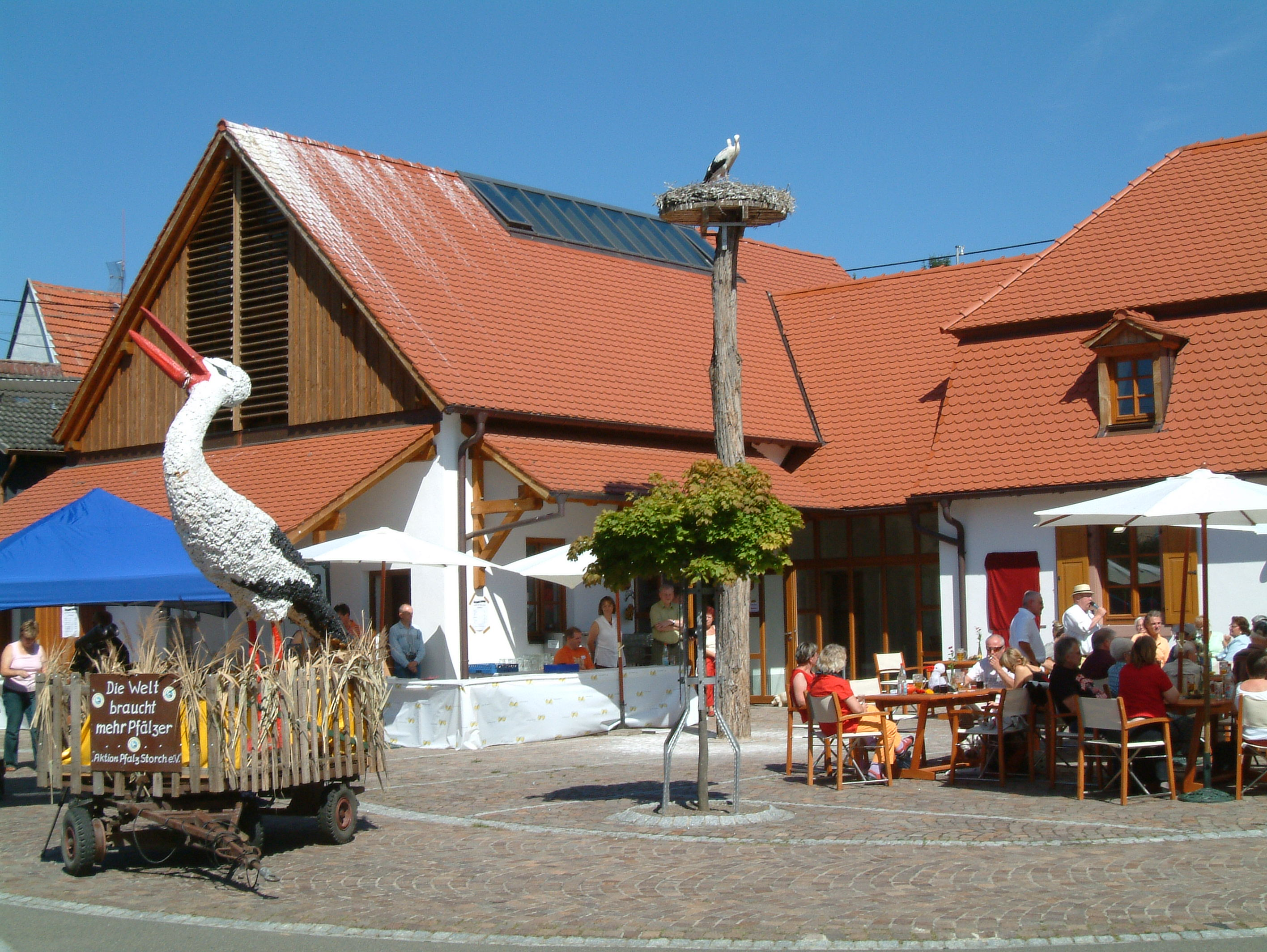
Storchenzentrum
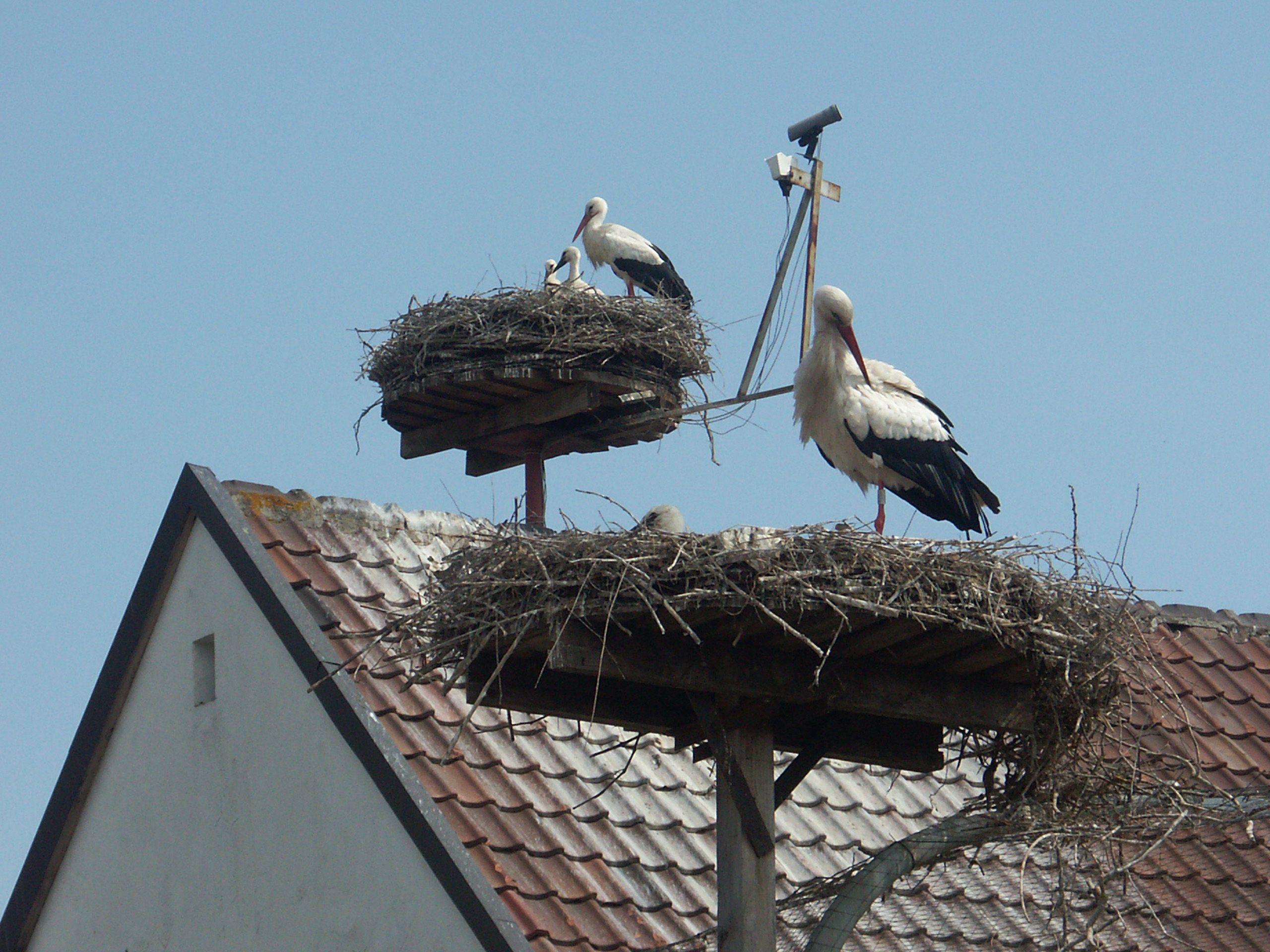
Nester und Webcam auf und neben der Storchenscheune
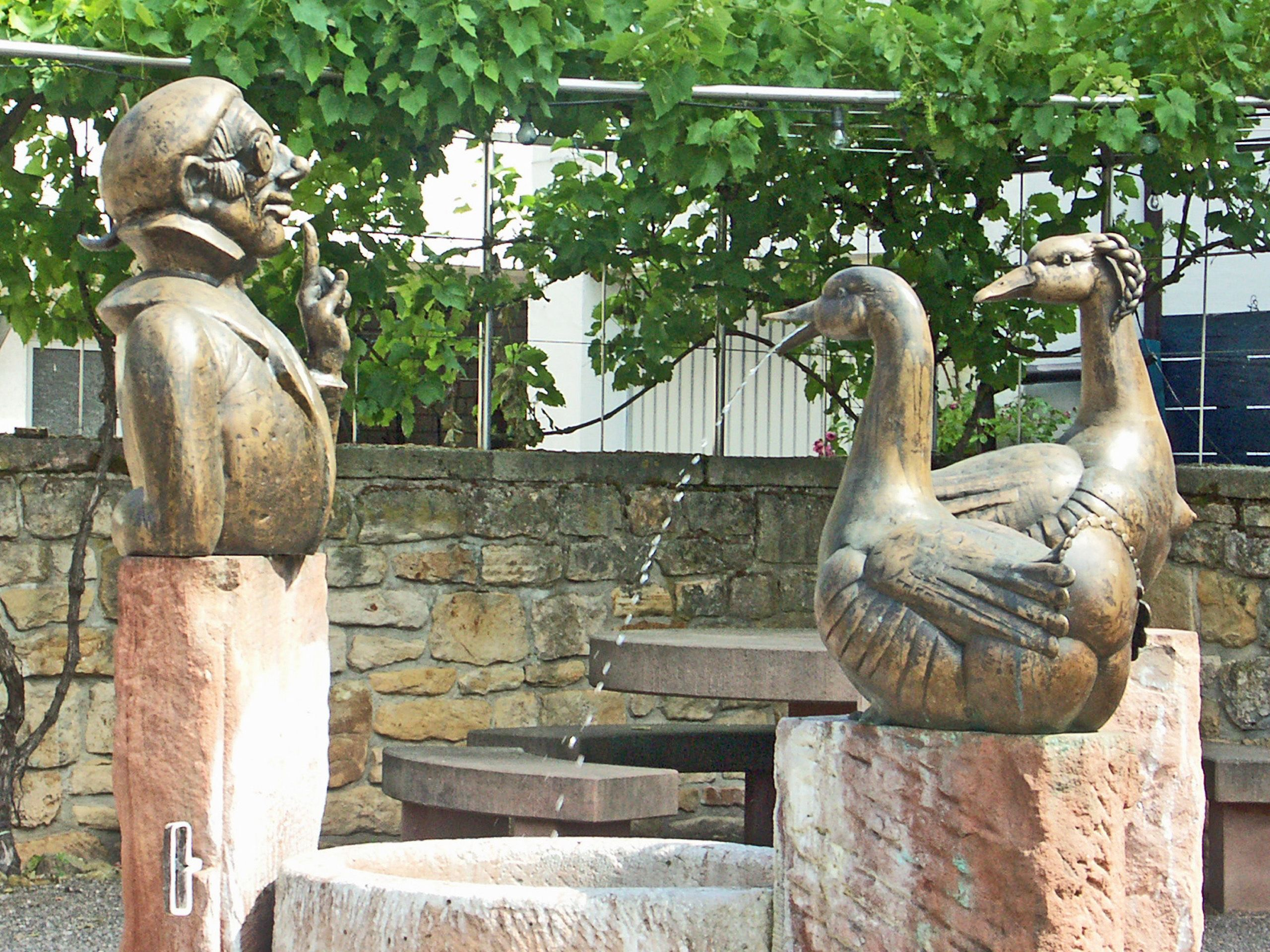
Lehrer Lämpel am Max-und-Moritz-Platz
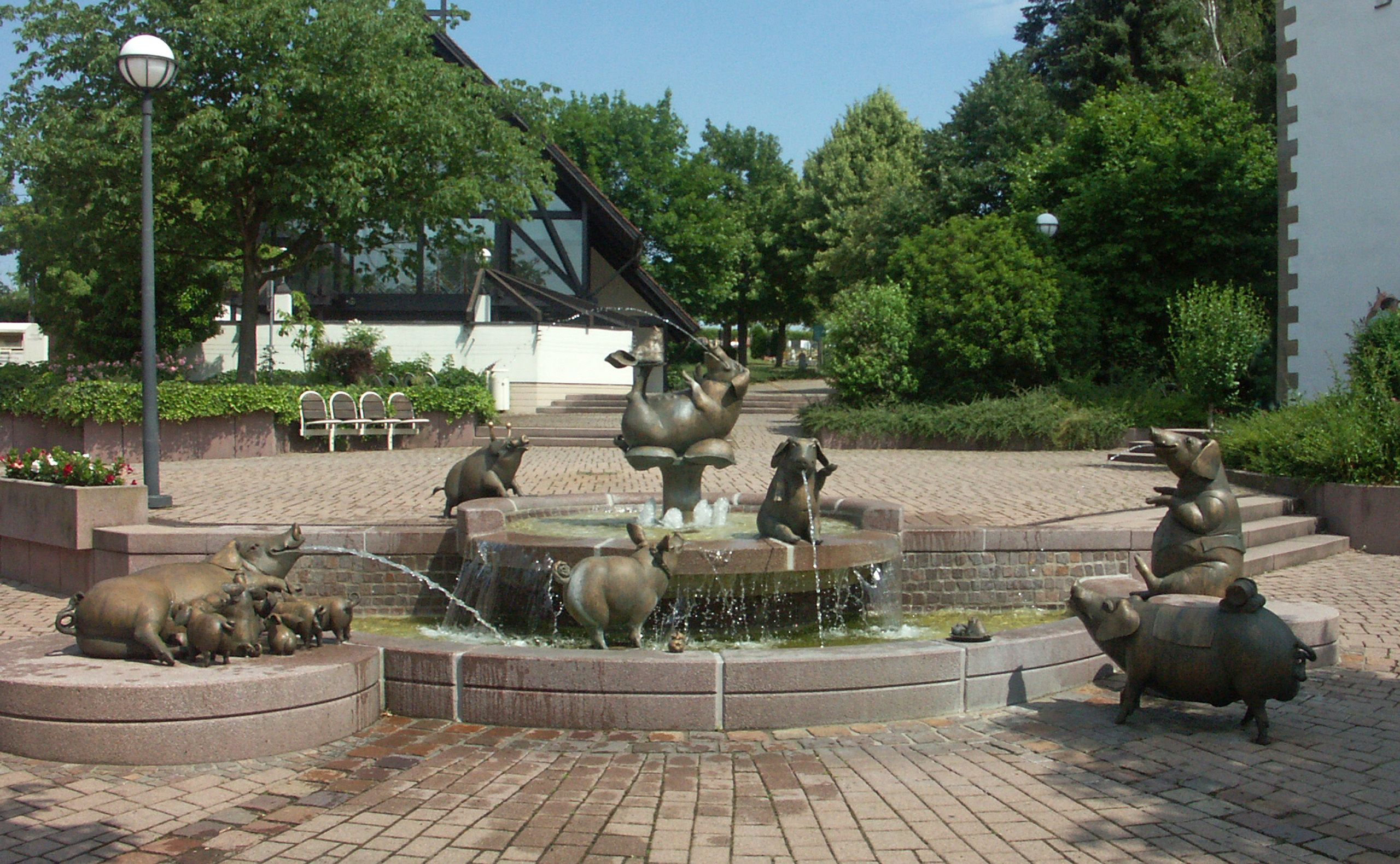
Der Saubrunnen
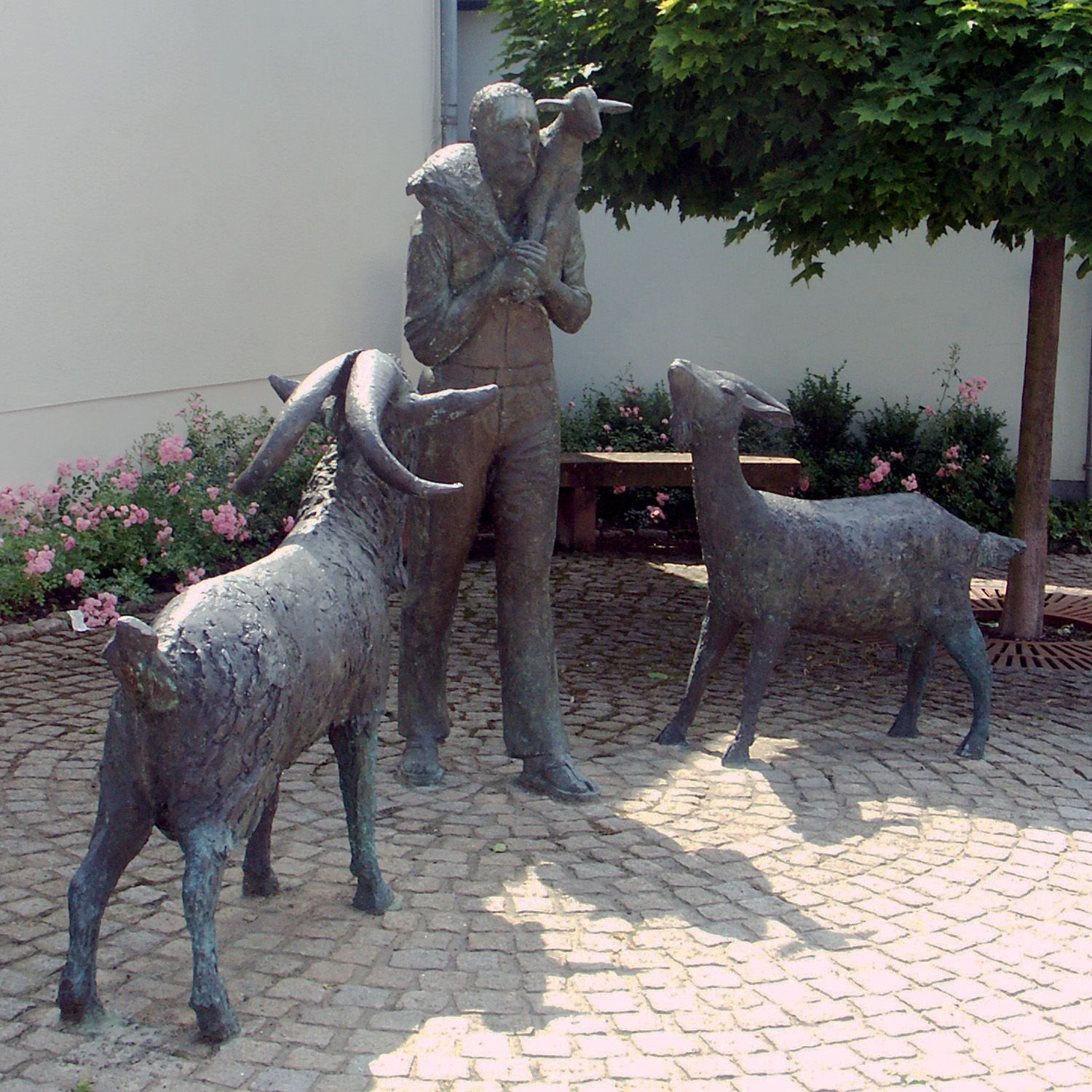
Plastik am Hirtenplatz

### Vereine
Ein überregional bekannter Verein ist die Aktion Pfalzstorch. Daneben gibt es den Boule-Club „Nooh draa“ Bornheim; dessen Vereinsmitglied Rolando Jecle nahm an den Deutschen Pétanque-Meisterschaften 2008 teil. Das Boulegelände am Sportplatz ist ganzjährig kostenlos nutzbar. Zudem existiert vor Ort ein Freizeitpark.
Weitere Vereine sind der Freundeskreis „Die Wachthäusler“, die Kinderinitiative Bornheim (KIB), der Diakonieverein Bornheim, der Feuerwehrverein St. Florian Bornheim und die Chorgemeinschaft Concordia.

### Regelmäßige Veranstaltungen
Der BC Bornheim veranstaltet jährlich am 30. April und 1. Mai das sogenannte Hexennachtturnier. Eine Woche nach Pfingsten findet das Saubrunnenfest statt. Das Storchenfest der Aktion Pfalzstorch im Juli oder August ist mit einer „Versteigerung“ der Jungstörche verbunden; die Erlöse fließen in den Storchenschutz. Anfang September wird die Kerwe veranstaltet.

## Wirtschaft und Infrastruktur

### Wirtschaft

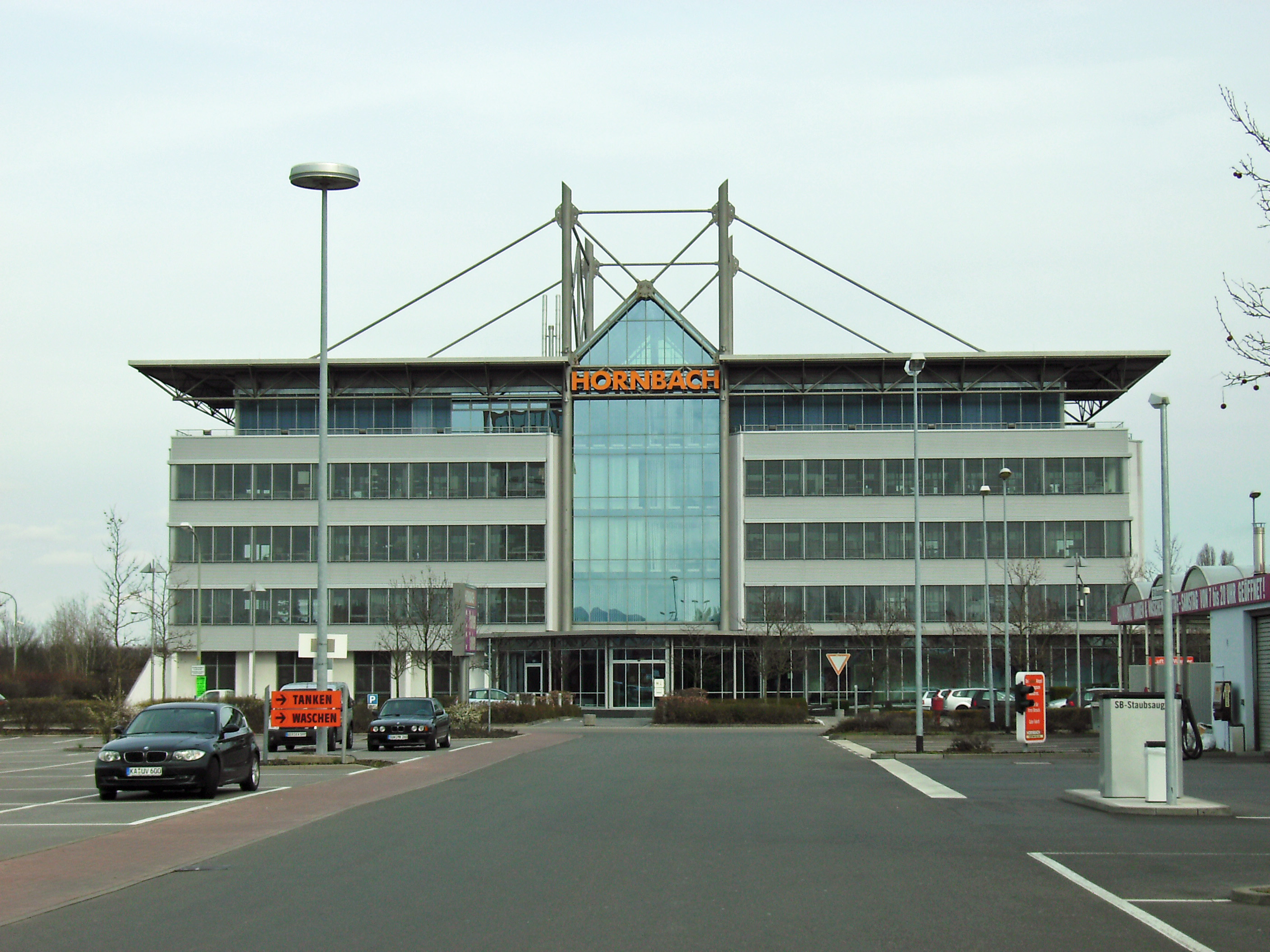
Verwaltungszentrale der Hornbach Baumarkt AG

Bornheim ist durch den Weinbau geprägt und als solcher Teil des Weinanbaugebiets Pfalz. Vor Ort befindet sich die Einzellage Neuberg. Diese gehört zur Großlage Trappenberg im Bereich Südliche Weinstraße.
Im Gewerbegebiet im südöstlichen Teil der Gemarkung befindet sich u. a. der Sitz der Zentrale der Hornbach Baumarkt AG. Der erste Baumarkt der Kette wurde 1968 in Bornheim eröffnet.
Seit 2006 finden auf einer früheren Bahnlinie (s. Abschnitt Verkehr) Draisinenfahrten statt, die dem Tourismus dienen. Der westliche Wendepunkt der Südpfalz-Draisine liegt auf Höhe des Gewerbegebiets Bornheim.

### Verkehr

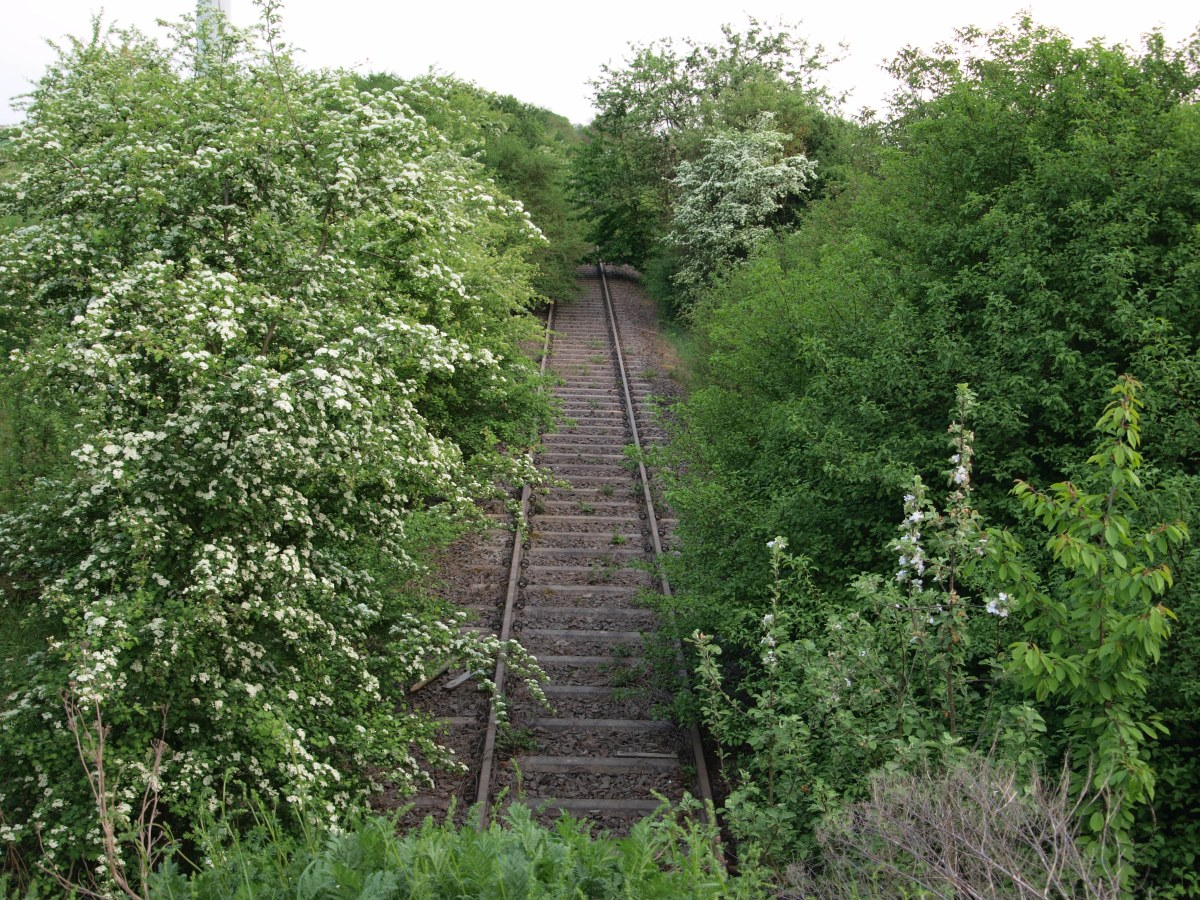
Schienen der Südpfalz-Draisine

Nördlich von Bornheim führt die Bundesstraße 272 (Landau–Speyer) vorbei, zu der es zwei Zufahrten gibt. Die B 272 mündet 2 km westlich an der Anschlussstelle Landau Nord in die Autobahn 65 (Ludwigshafen am Rhein–Karlsruhe). Die Kreisstraße 42 verläuft durch die Gemeinde. Der Ort ist über die Buslinie 539 an das Nahverkehrsnetz angeschlossen.
1872 wurde die durch das Gemeindegebiet verlaufende Bahnstrecke Germersheim–Landau eröffnet; nächstgelegener Bahnhof war auf dem Gemeindegebiet von Essingen der Bahnhof Dreihof, der als gemeinsame Station für Bornheim, Essingen und Offenbach an der Queich ausgelegt war. Ab Anfang des 20. Jahrhunderts bestand zusätzlich ein Bahnhof im benachbarten Dammheim. Mangels Rentabilität wurden beide Betriebsstellen bereits einige Jahre vor der Einstellung des Personenverkehrs im Jahr 1984 aufgegeben. Die Schienenanlagen blieben weitgehend erhalten.

## Persönlichkeiten

### Ehrenbürger
- Erhardt Groß (1926–1998), Ortsbürgermeister, Ehrenbürger 5. Januar 1997
- Albert Wilhelm Hornbach (1935–2015), Unternehmer,[14] Ehrenbürger 4. April 2000
- Dieter Hörner (1941–2014), Politiker (CDU), von 1989 bis 2004 Ortsbürgermeister, Ehrenbürger 23. April 2011

### Personen, die vor Ort gewirkt haben
- Georg Wagner wohnte im Ort und war 1792/93 Mitglied des Rheinisch-Deutschen Nationalkonvents.
- Wilhelm Metz (1828–1888), Zeichenlehrer, Komponist, Organist und Orgelsachverständiger, erstellte ein Gutachten über die Orgel in der katholischen Kirche.
- Adam Orth (1890–1978), in Bornheim geborener Musiklehrer und Komponist
- Otmar Hornbach (1930–2014), Unternehmer, Gründer der gleichnamigen Baumarktkette
- Manfred Cuntz (* 1958), Astrophysiker, verbrachte im Ort seine Kindheit und Jugend.